# Louis Loviot
Pour les articles homonymes, voir Loviot.
Louis Loviot, né le 18 avril 1885 à Paris 8e et mort le 16 novembre 1918 à Paris 7e, est un bibliothécaire et historien français.

## Biographie
Fils de Marguerite Désirée Duc et de l’architecte Benoit Édouard Loviot, érudit continuateur des travaux bibliographiques d’Émile Picot, Loviot était bibliothécaire à l’Arsenal.
Il a publié des travaux sur Alice Ozy, sur un récit de voyage inédit de Verlaine, sur la Gazette de 1609, qui ont été remarqués. Il a consacré, en 1917, une étude aux Auteurs et livres anciens (XVIe et XVIIe siècles), ouvrage recherché réunissant une série d’articles publiés dans la Revue des livres anciens, dont il était l’un des directeurs. Il est, en outre, le cofondateur, avec Pierre Louÿs, de la Revue des livres anciens (1913-1915).
Ancien membre de la conférence d’histoire littéraire de l’École pratique des hautes études, il a préparé pour celle-ci un travail sur les Lectures de nos pères, qui n’a pas été publié. On lui doit également le compte-rendu de son excursion Au pays de Rabelais, à laquelle il a pris part en 1907.
Bibliophile de grand savoir, il avait formé une collection de livres qui continuait les traditions de la bibliophilie française. Il a, en outre, écrit un roman : L’Amour à la française.
Il est mort prématurément à 33 ans, du cancer, place Saint-François-Xavier. Ses obsèques ont eu lieu, le 20 novembre 1918, en l’église Saint-François-Xavier. Il avait épousé Marie Thérèse Sylviane Lydie Delzant, le 4 octobre 1905, à Paris 7e.

## Publications

### Fiction
- L'Amour à la française, Paris, Tassel, 1910, 279 p. ; in-16, (BNF 41663377).
- Farizade ou les Vœux innocents : conte moral par Mesdames Anaïs Ségalas et Zénaïde Fleuriot / Pierre Louÿs et Louis Loviot, Bagdad [sic], [s.n.], 1984, 26 p. : fac-sim. ; 22 cm, (BNF 41663352).

### Études
- Au Pays de Rabelais, Paris, Honoré Champion, 1907.
- Alice Ozy, Paris, Les Bibliophiles fantaisistes, 1910, 123 p., 1 vol. (4 pl.) in-8° (lire en ligne).
- Études de bibliographie littéraire, auteurs et livres anciens (XVIe et XVIIe siècles), Paris, Fontemoing, 1917, in-8° , viii-207 p., fac-sim., portraits et carte, (BNF 30839655).

### Éditions scientifiques
- Un livre rare : entretien de Rabelais et de Nostradamus, 1690, Paris, Daupeley-Gouverneur, 1680 (lire en ligne).
- Laure Junot Abrantès, Mémoires de la duchesse d'Abrantès, 1830, publiés avec une introduction par Louis Loviot.
- Gabrielle Delzant, Lettres de Gabrielle Delzant, 1874-1903, préface de Th. Bentzon, Paris, Hachette, 1906-1907.
- Paul Verlaine, Voyage en France par un Français, publié d'après le manuscrit inédit, préface de Louis Loviot.
- La Gazette de 1609, réimpression textuelle, avec une notice… [Suivi de : Les Couriers, ou Suite de la Gazette.], Paris, 1914, in-16, (BNF 30839660).
- J. J. Henner et son œuvre, avec vingt lithographies de Louis Huvey, Paris, R. Engelmann, 1912, 56 p. : ill. ; 39 cm, (BNF 40369157).

### Traductions
- La Mort de Pilate, histoire véritable, traduit du latin, Paris, A. Messein, 1912, in-16, 32 p. , (BNF 308396577).